# Raum
Raum, u demonologiji, četvrti duh Goecije koji vlada nad trideset legija. Pojavljuje se u obliku vrane, ali ako mu prizivač zapovijedi može uzeti ljudski oblik. U paklu ima titulu vojvode.
Ima sposobnost krasti dragocjenosti iz kraljevskih domova, može uništiti grad ili život i sudbinu bilo kojeg ljudskog bića. Poznaje prošlost i budućnost. Uzrokuje razvoj ljubavi među prijateljima, ali i među neprijateljima.